# 龍飛 (後涼)
龍飛（396年六月—399年十二月）是十六国時期後涼政權後涼太祖呂光的第三個年號，共計3年餘。隱王呂绍繼位后未變更年號。
又《述異記》記載呂光有承康年號（一作「永康」），但不見史書記載。

## 改元
- 麟嘉八年——六月，三河王呂光自稱大涼天王，建國大涼，改元龍飛元年。[5][6][7][8]
- 龍飛四年——十二月，後涼太祖去世，庶子呂纂殺太子呂紹自立，改元咸寧元年。[9][10][11][12]

## 紀年對照表
| 龍飛 | 元年  | 二年  | 三年  | 四年  |
| ---- | ----- | ----- | ----- | ----- |
| 公元 | 396年 | 397年 | 398年 | 399年 |
| 干支 | 丙申  | 丁酉  | 戊戌  | 己亥  |

## 同期存在的其他政权年号
- 東晉
  - 太元（376年－396年）：晋孝武帝司马曜之年号
  - 隆安（397年－401年）：晋安帝司马德宗之年号
- 后秦
  - 皇初（394年－399年）：姚兴之年号
  - 弘始（399年－416年）：姚兴之年号
- 西秦
  - 太初（388年－400年）：乞伏歸之年号
- 后燕
  - 永康（396年－398年）：慕容宝之年号
  - 建始（397年）：慕容详之年号
  - 延平（397年）：慕容麟之年号
  - 青龙（398年）：兰汗之年号
  - 建平（398年）：慕容盛之年号
  - 长乐（399年－401年）：慕容盛之年号
- 南凉
  - 太初（397年－399年）：秃发乌孤之年号
- 北凉
  - 神玺（397年－399年）：段业之年号
  - 天玺（399年－401年）：段业之年号
- 北魏
  - 登国（386年－396年）：魏道武帝拓跋珪之年号
  - 皇始（396年－398年）：魏道武帝拓跋珪之年号
  - 天兴（398年－404年）：魏道武帝拓跋珪之年号

## 參看
- 中國年號索引
- 其他时期使用的龍飛年号

## 深入閱讀
- 李崇智. . 北京: 中华书局. 2004年12月. ISBN 7101025129.
- 鄧洪波.  (pdf). 臺北: 國立臺灣大學東亞經典與文化研究計劃. 2005年3月  [2022-01-03]. ISBN 9789860005189. （原始内容存档于2007-08-25）.

| 前一年號： 麟嘉 | 後涼年号 396年－399年 | 下一年號： 咸寧 |